# Wiyorowetan
Wiyorowetan is een bestuurslaag in het regentschap Pemalang van de provincie Midden-Java, Indonesië. Wiyorowetan telt 3542 inwoners (volkstelling 2010).